# Воинов, Иван Александрович
Ива́н Алекса́ндрович Во́инов (1796—1861) — русский художник, академик Императорской Академии художеств.

## Биография
Воспитанник Императорской Академии художеств (с 1800). Получил награды Академии: малая серебряная медаль (1808), большая серебряная (1809), малая золотая (1811) за картину «Старик с мальчиком в каком-либо упражнении», большая золотая медаль (1812) за программу «Рекрут, прощающийся со своим семейством». Поступил в Академию учителем рисования (1817). Получил звание академика (1848). Был назначен адъюнкт-профессором (1859).